# Заслуженный пограничник Республики Беларусь
«Заслуженный пограничник Республики Беларусь» (бел. Заслужаны пагранічнік Рэспублікі Беларусь) — почётное звание в Республике Беларусь. Присваивается по распоряжению Президента Республики Беларусь военнослужащим пограничных войск за достижения на службе.

## Порядок присваивания

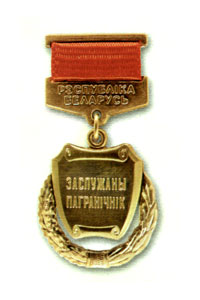
Изображение награды до 2020 года

Присваиванием почётных званий Республики Беларусь занимается Президент Республики Беларусь, решение о присвоении оформляется его указами. Государственные награды (в том числе почётные звания) вручает лично Президент либо его представители. Присваивание почётных званий Республики Беларусь производится на торжественной церемонии, государственная награда вручается лично награждённому, а в случае присваивания почётного звания выдаётся и свидетельство. Лицам, удостоенным почётных званий Республики Беларусь, вручают нагрудный знак.

## Требования
Почётное звание «Заслуженный пограничник Республики Беларусь» присваивается военнослужащим, служащим в пограничных войсках не менее 15 лет, за безупречное несение службы по охране государственной границы, умелую организацию пограничной службы, высокие показатели в оперативно-служебной и научно-технической деятельности, укрепление пограничного сотрудничества, за самоотверженные действия, связанные с исполнением служебных обязанностей, активное участие в подготовке и воспитании военных кадров.